# 金田新
金田 新（かなだ しん、1948年 - ）は、日本の実業家。NHK専務理事放送総局長や、トヨタ部品東京共販代表取締役会長を務めた。

## 人物・経歴
愛知県出身。1970年名古屋大学経済学部卒業、トヨタ自動車入社。ハーバード大学ハーバード・ビジネス・スクール修了、経営学修士（MBA）取得。ハーバード・ビジネス・スクールの同期に進藤孝生日本製鉄代表取締役会長などがいる。
1998年トヨタ自動車広報部部長。2001年トヨタ自動車取締役に昇格。2003年トヨタ自動車常務役員。2005年トヨタ自動車専務取締役渉外・広報本部本部長。2006年に池田芳蔵以来36年ぶりとなる民間出身の日本放送協会（NHK）理事に就任。2008年NHK専務理事放送総局長。2012年トヨタ部品東京共販代表取締役会長。